# Брахловская волость
Бра́хловская волость (с 28 января 1918 года — Черноо́ковская волость) — административно-территориальная единица в составе Новозыбковского уезда. До 1919 года в составе Черниговской губернии (в 1919—1926 входил в Гомельскую губернию, с 1926 — в составе Брянской губернии). Административный центр — село Брахлов (с 1918 — село Чернооков, ныне Чернооково).
Ныне территория Черниговской области Украины и Климовского района Брянской области России.

## История
Волость образована в ходе реформы 1861 года.
В ходе укрупнения волостей, в марте 1923 года Чернооковская волость была расформирована, а её территория вошла в состав Климовской волости.

## Административное деление
В 1919 году в состав Чернооковской волости входили следующие сельсоветы: Бобковский, Брахловский, Истопский, Курозновский,
Лобановский, Оптенский, Плавенский, Чернооковский, Шамовский
/

## Состав
- Бобки (деревня)
- Богданов (хутор)
- Брахлов — волостной центр
- Истобки (Истопки)
- Карбовка (хутор)
- Курознов (Курозново, Курузново)
- Лобановка
- Нижний Марин (хутор)
- Оптени (Оптень, Обтень)
- Плавна
- Полхов (деревня)
- Раздоры (хутор)
- Черноокова (Чернооково)
- Шамовка
- Янжуловка (Янжулевка, Янжулова, Янжеловка, Шпатаковка, Жовтневое)